# کلی مسلسل (فیلم)
 کلی مسلسل (به انگلیسی: Machine-Gun Kelly) یک فیلم سینمایی آمریکایی در ژانر فیلم نوآر محصول سال ۱۹۵۸ میلادی به کارگردانی و تهیه کنندگی راجر کورمن است. این فیلم با بودجه کمی تولید شد، اما بررسی‌های انتقادی خوبی را دریافت کرد. این اولین نقش اصلی بازیگر چارلز برانسون در سینما بود.

## بازیگران
- چارلز برانسون در نقش جورج آر. «مسلسل کلی»
- سوزان کابوت در نقش فلورانس
- موری آمستردام در نقش مایکل فاندانگو
- ریچارد دیوون در نقش اپل
- جک لمبرت به عنوان هوارد
- فرانک دکووا به عنوان هری
- کانی گیلکریست
- ویلی کامپو به عنوان ذرت
- باربورا موریس در نقش لین گریسون
- لری مارتین در نقش شرریل ویتو
- جورج به عنوان فرانک
- رابرت گریفین به عنوان آقای اندرو ویتو
- مایکل فاکس به عنوان کارآگاه کلینتون
- لری ثور به عنوان کارآگاه دراموند
- Shirley به عنوان مارتا سقوط می‌کند[۴][۵][۶][۵]